# 托普帕敏
托普帕敏分子式C18H23N，是一种抗組織胺藥和抗膽鹼劑，可用作止痒药。